# Bwin.party
bwin.party je společnost nabízející online hazard, která v roce 2011 vznikla sloučením firem bwin a PartyGaming. Společnost je obchodována na London Stock Exchange, oficiální sídlo má na Gibraltaru.
Společnost nabízí kurzové sázky na sportovní utkání, poker a další kasinové hry. Největší zisky jdou ze sportovních sázek a pokeru.

## Sponzorství ve fotbalu
V sezóně 2006/07 se logo bwin nacházelo na dresech německého účastníka Ligy mistrů Werderu Brémy, druholigového Mnichova 1860 (jako „we win!“), italského velkoklubu AC Milan, francouzského AS Monaco nebo českého Slovanu Liberec. bwin je také hlavním sponzorem portugalské ligy.